# Aztec
Aztec (navajo: Kinteel) är en stad (city) i San Juan County i delstaten New Mexico i USA. Staden hade 6 201 invånare, på en yta av 44,41 km² (2020). Aztec är administrativ huvudort (county seat) i San Juan County.